# Австрійський музей прикладного мистецтва

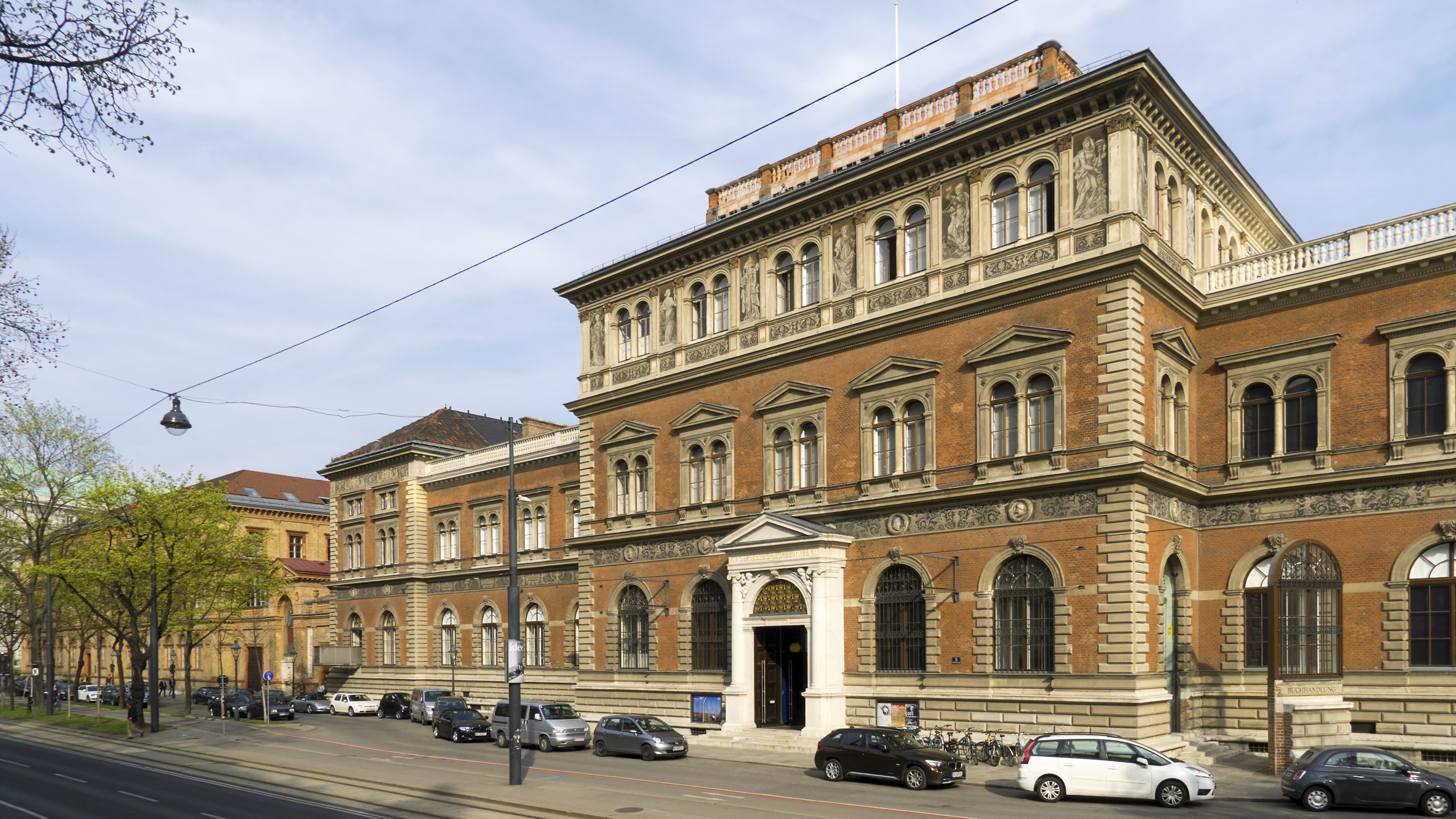
Музей прикладного мистецтва
1010, Австрія, Відень
Stubenring 5

Австрійський музей прикладного мистецтва у Відні (Museum für angewandte Kunst (MAK), Wien) — музей у першому адміністративному районі Відня Іннере-Штадт. Поряд із традиційними експозиціями, присвяченими прикладному мистецтву та дизайну, особлива увага тут фокусується на сучасному прикладному мистецтві.

## Історія
7 березня 1863 року після тривалих клопотань Рудольфа Айтельберґа імператором Францом Йозефом за ініціативи його кузена ерцгерцога Райнера успішно засновано Імператорський австрійський музей мистецтва та індустрії (скорочено: Австрійський музей). Професора історії мистецтва Віденського університету Рудольфа фон Айтельберга запрошено на посаду директора. Музей створено за зразком заснованого у 1852 році лондонського South Kensington Museum (сьогодні Victoria & Albert Museum). Його завдання — стати зібранням з гідними прикладами для митців, працівників індустріальної галузі та загалу, а також місцем, де розробники та майстри могли отримати освіт або покращити свої навички. Єкспонати постійної виставки згруповані за матеріалами виготовлення.  Відкриття музею відбувається 12 травня 1864 року в одному з приміщень палацу Гофбург.
У 1867 році засновано імператорську школу ремесел і мистецтв (сьогодні Університет прикладного мистецтва / Universität für angewandte Kunst). У 1877 році він переїжджає у будівні на Stubenring.
Артурові фон Скала, який стає директором музею у 1897 році, вдається заохотити до співпраці як в музеї, так і в школі видатних митців того часу як Отто Вагнер, Коломан Мозер, Йозеф Гофман, Феліціан вон Мирбах та ін.
Протягом 1865—1897 років музей видає власну газету «Mittheilungen des k.k. Österreichischen Museums für Kunst und Industrie», у 1898—1921 роках виходить музейний журнал «Kunst und Kunsthandwerk», а в 1955—1985 роках — альманах «Alte und moderne Kunst».
Між 1939 і 1945 роками музеї Відня збільшили свої зібрання за рахунок приватних колекцій. Збагатив свої фонди й музей прикладного мистецтва, але починаючи з 1998 року частково ці колекції довелося повернути.
З 1986 року велику увагу в музеї починають приділяти сучасному мистецтву, особливо мистецтву у громадському просторі: на вулицях, в торговельних центрах тощо. Відкривається кілька філіалів музею.
У 2015 році МАК стає ініціатором проведення першої Віденської бієнале, де поєдналися мистецтво, дизайн та архітектура.

### Дизайнерська лабораторія МАК
До 150-ї річниці музей відкрив дизайнерську лабораторію, наголосивши, що вона має стати місцем, де перетинається мистецтво і буденність. У співпраці з різними дизайнерськими майстернями Австрії, тут організовуються виставки, які сприяють ближчому знайомству із мистецтвом не лише 21-го, а й раніших епох, ілюструють їх взаємодію сьогодні. Новостворений простір лабораторії можна використовувати як для експериментальних виставок, так і для навчання.

### Директори
- Рудольф Айтельберґер / Rudolf Eitelberger (1863—1885)
- Якоб вон Фальке / Jacob von Falke (1885—1895)
- Бруно Бухер / Bruno Bucher (1895—1897)
- Артур фон Скала / Arthur von Scala (1897—1909)
- Едуард Ляйшінґ / Eduard Leisching (1909—1925)
- Герман Тренквальд / Hermann Trenkwald (1925—1927)
- Август Шестаґ / August Schestag (1927—1932)
- Ріхард Ернст / Richard Ernst (1932—1950)
- Іґнац Шлоссер / Ignaz Schlosser (1950—1958)
- Віктор Ґрісмаєр / Viktor Griessmaier (1958—1968)
- Вільгельм Мразек / Wilhelm Mrazek (1968—1978)
- Ґрхард Еґґер / Gerhard Egger (1978—1981)
- Герберт Фукс / Herbert Fux (1981—1984)
- Людвіґ Нойстіфтер / Ludwig Neustifter (тимчасовий керівник, 1984—1986)
- Петер Ноевер / Peter Noever (1986—2011)
- Мартіна Канделер-Фріч / Martina Kandeler-Fritsch (тимчасовий керівник, лютий-серпень 2011)
- Крістоф Тун-Хоенштайн / Christoph Thun-Hohenstein (з вересня 2011)

### Будівля

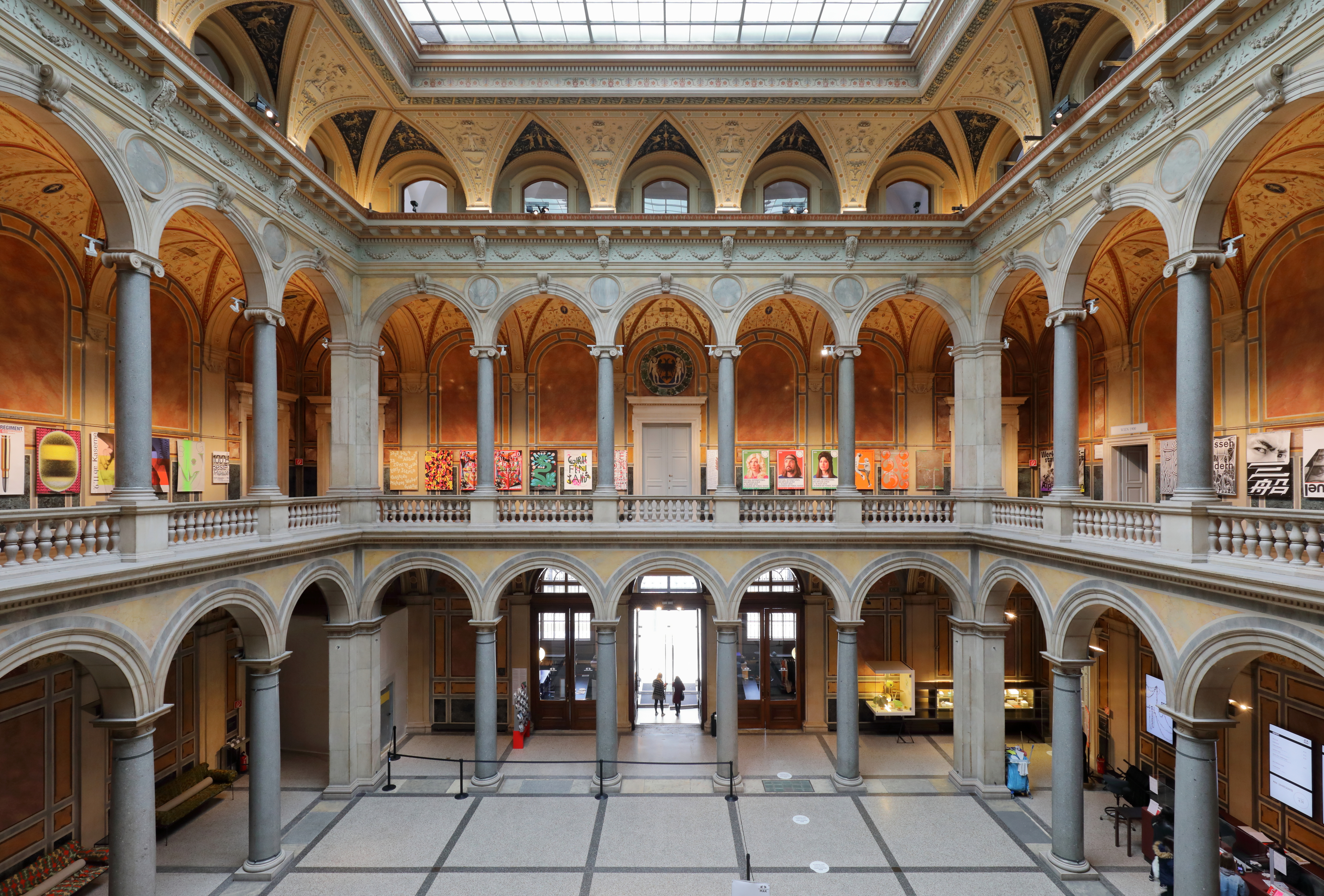
Внутрішній двір Австрійського музею прикладного мистецтва у Відні

У 1868 році архітектор Хайнріх фон Ферстель починає спорудження нового музейного комплексу у стилі Неоренесанс для Імператорського музею мистецтва та індустрії (Stubenring 5). 15 листопада 1871 року відбулося урочисте відкриття музею, публіка отримала доступ до експозицій, а сама будівля стала першою музейною спорудою на вулиці Рінгштрассе. У 1875 році починється спорудження сусідньої будівлі (також за планами Ферстеля) для школи прикладного мистецтва (Stubenring 3), яка відкривається у 1877 році. У 1906—1908 роках архітектор Людвіґ Бауман (Ludwig Baumann) розбудовує музей далі на вулиці Вайскірхнерштрассе 3 (Weiskirchnerstraße 3). Після Другої світової війни ліквідація пошкоджень будівлі музею триває до 1949 року. Реставраційні роботи, що почалися 1989 року, сприяють розширенню музейної площі й утворенню нових виставкових залів. У 1993 році музей відкриває свої двері вже перебудованим, інтер'єр виставкових залів оформлений митцями. Будівля на Weiskirchnerstraße 3 призначена для тимчасових виставок, а в залах на Stubenring 3-5 розміщують постійні виставки, виставки студентів та галерею МАК.

## Зібрання музею
Усі експонати музею МАК згідно з історичною приналежністю та для функціональної зручності розподілені на кілька розділів. Експозиція показує предмети повсякденного вжитку або хронологічно від Середньовіччя до сьогодення, або за регіональною приналежністю. До перлин зібрання належать вироби Віденських майстерень, фірмові крісла від  Thonet і Kohn, меблі фірми Danhauser, ескізи Густава Клімта для оформлення фризу в палаці Штоклет та багато інших.
Бібліотека музею та зібрання мистецьких інформаційних газет містить інформацію про всі галузі прикладного мистецтва. Література охоплює часові проміжки від 16 століття до сьогодення, а деякі рукописи та друковані видання сягають і 15 століття. У зібранні газет про мистецтво можна знайти усе про орнаментальну вишивку, плакати, фотографії, графіку, акварельні малюнки, плани, а також ескізи з архіву Віденських майстерень.
Зібрання музею МАК частково доступні також і онлайн:
- японська витинанка / укійо-е
- східноазійське мистецтво
- пізньоантичний текстиль
- плакати
- орнаменти
- ескізи Віденських майстерень
- Йозеф Біндер, графічний дизайн / Joseph Binder — Grafik Design
- англійські полотна і шпалери (1900) / Arts and Crafts Movement

## Нагороди
1996: Приз Європейської Ради для музеїв (Museumspreis des Europarates).

## Виставки
2016: Josef Frank. Against Design. Katalog: Josef Frank. Against Design. Das Anti-Formalistische Werk des Architekten.